# Репкова, Ева
Ева Репкова (словац. Eva Repková; род. 16 января 1975, Стара Любовня, Прешовский край) — словацкая шахматистка, гроссмейстер среди женщин (1995) и международный мастер среди мужчин (2007).
Чемпионка Чехословакии 1991 г.
Чемпионка Словакии 2003, 2010 и 2013 гг.
В составе сборной Чехословакии участница шахматной олимпиады 1992 г. и командного чемпионата Европы того же года.
В составе сборной Словакии участница семи шахматных олимпиад (1996, 2004—2010, 2014 гг.) и двух командных чемпионатов Европы (2001 и 2017 гг.). В 2001 г. показала 2-й результат на своей доске.
Сын: словацкий гроссмейстер Христофер Репка.

## Изменения рейтинга
| Графики недоступны из-за технических проблем. См. информацию на Фабрикаторе и на mediawiki.org. |